# Cauchas fibulella
Cauchas fibulella — вид лускокрилих комах родини довговусих молей (Adelidae).

## Поширення
Вид трапляється на більшій частині Європи та у Туреччині. Відсутній в Ірландії, Португалії, Балканах та Білорусі.

## Опис
Розмах крил становить 8-8,6 мм. Крила коричневі з металевим відблиском. На передньому крилі є жовта перев'язь, а в основі крила жовта пляма.

## Спосіб життя
Метелики літають у травні-червні. Гусениці живляться веронікою дібровною та веронікою лікарською.